# Fibrilación auricular
La fibrilación auricular (FA) es un tipo de trastorno del ritmo cardíaco que consiste en la fibrilación de la Aurícula.
Es la variante más frecuente en la práctica clínica, con una prevalencia del 1 % en la población general; la prevalencia aumenta con la edad y alcanza más del 8 % en la novena década de la vida. La FA es una enfermedad que se caracteriza por latidos auriculares descoordinados y desorganizados, produciendo un ritmo cardíaco rápido e irregular (es decir, latidos cardiacos irregulares).

## Epidemiología de la fibrilación auricular
La FA es un problema creciente de salud pública debido al envejecimiento de la población. La prevalencia estimada de FA es del 0,4-1 % en la población general, pero aumenta con la edad hasta el 8 % en personas de 80 años o más. De manera similar, si bien la incidencia de FA es de menos del 0,1 % por año en personas de menos de 40 años, aumenta a más del 1,5 % por año entre mujeres y al 2 % entre los hombres de más de 80 años.La FA se considera una de las epidemias cardiovasculares crecientes en el siglo XXI, en conjunto con la insuficiencia cardiaca congestiva, la diabetes tipo 2 y el síndrome metabólico.La enfermedad tiroidea aumenta el riesgo de fibrilación auricular, como en el caso del hipotiroidismo subclínico y la tirotoxicosis. Además, el hipotiroidismo subclínico es la disfunción tiroidea más común en la fibrilación auricular nueva de aparición aguda.
La FA es una de las principales causas de morbimortalidad, y aumenta el riesgo de muerte, insuficiencia cardiaca congestiva y fenómenos embólicos, incluido el accidente cerebrovascular. Agrava la insuficiencia cardíaca y, por su parte, la insuficiencia cardiaca promueve la FA. Uno de cada 6 accidentes cerebrovasculares ocurren en un paciente con FA, y el aumento del riesgo de accidente cerebrovascular depende del número de factores de riesgo adicionales. Además, la calidad de vida se ve considerablemente deteriorada en los pacientes con FA, principalmente debido a su incapacidad para realizar las actividades diarias normales debido al riesgo de exacerbación de los síntomas.
La FA es la arritmia más frecuente en la práctica clínica y representa una gran carga socioeconómica que es responsable de aproximadamente un tercio de las hospitalizaciones por alteraciones del ritmo cardiaco. Además, durante los últimos 20 años, las hospitalizaciones por FA han aumentado en un 66 % debido al envejecimiento de la población, una prevalencia en aumento de las enfermedades cardiacas crónicas, el diagnóstico más frecuente por medio del uso de dispositivos de control ambulatorios y otros factores.

### Costes sanitarios
La FA es un problema de salud pública con unos coste de unos 3000 € [unos 3600 $] al año por paciente. La carga económica total se aproxima a los 13,5 miles de millones de euros (aproximadamente 15,7 miles de millones de dólares) en la Unión Europea. En un estudio europeo, el promedio de costes de la hospitalización de un paciente con FA se estimó en 1363 €, 5252 €, 2322 €, 6360 €, y 6445 € en Grecia, Italia, Polonia, España y los Países Bajos, respectivamente. Se identificó a la atención durante la hospitalización y los procedimientos intervencionistas como las principales fuentes de costes, ya que representan más del 70 % de los costes anuales totales en los cinco países.
El estudio US FRACTAL Registry halló que los pacientes con FA de reciente inicio tratados con tratamientos tradicionales supusieron unos 4000-5000 $ a los costes sanitarios directos anuales, un número que aumenta significativamente en pacientes con múltiples recurrencias de la FA.

## Clasificación de la FA
Las directrices del American College of Cardiology (ACC), American Heart Association (AHA) y European Society of Cardiology (ESC) sobre fibrilación auricular recomiendan el sistema de clasificación siguiente, que se basa en la simplicidad y la relevancia clínica. Estas categorías no son mutuamente excluyentes, y un paciente individual puede tener varios episodios de FA paroxística y FA persistente ocasional, o lo inverso.
| Categoría de FA | Características |
| --------------- | --- |
| Aislada         | Sólo un episodio diagnosticado, sin evidencia de enfermedad cardiopulmonar de base                                               |
| Recurrente      | Cuando se experimenta un nuevo episodio de FA teniendo registrado un evento previo                                               |
| Paroxística     | Episodios recurrentes que se autolimitan                                                                                         |
| Persistente     | Episodios de FA que no ceden con terapia farmacológica y requieren de cardioversión eléctrica, revirtiendo exitosamente con ésta |
| Permanente      | Episodio de FA que no cede con terapia farmacológica ni eléctrica                                                                |

Todos los pacientes de FA se clasifican inicialmente en la categoría FA detectada por primera vez. Estos pacientes pueden haber tenido (o no) otros episodios previos que no han sido detectados. Si un primer episodio detectado se termina por sí mismo en menos de 7 días y más tarde se inicia otro episodio, el caso se ha cambiado a la categoría de FA paroxística. Aunque los episodios en esta categoría duran hasta 7 días, en la mayoría de los pacientes con FA paroxística los episodios se terminan por sí mismos en menos de 24 horas. Si, en cambio, el episodio dura más de 7 días, no es probable que se termine por sí mismo y se llama FA persistente. En este caso, el episodio podría terminarse con cardioversión. Si la cardioversión no es eficaz o no se intenta, y el episodio continúa durante largo tiempo (por ejemplo, un año o más), es una FA permanente.
Los episodios que duran menos de 30 segundos no se incluyen en este sistema. Tampoco se consideran los casos en los que la FA es secundaria a una enfermedad primaria que podría ser la causa de la FA. Con este sistema no siempre queda claro cómo debe denominarse un caso de FA. Por ejemplo, un caso puede ajustarse a la categoría de FA paroxística alguna vez, mientras que otras veces podría tener las características de la FA persistente. Puede decidirse la categoría más adecuada determinando cuál es más frecuente en el caso que se está evaluando.
Además de la clasificación previa, es importante clasificar el evento de acuerdo a la respuesta ventricular presenta, lo que tiene capital importancia desde el punto de vista de tratamiento e implicaciones hemodinámicas importantes. 
| Tipo de FA                                                       | Frecuencia ventricular         |
| ---------------------------------------------------------------- | ------------------------------ |
| Fibrilación auricular con respuesta ventricular lenta (FARVL)    | menos de 60 latidos por minuto |
| Fibrilación auricular con respuesta ventricular adecuada (FARVA) | 60 a 100 latidos por minuto    |
| Fibrilación auricular con respuesta ventricular rápida (FARVR)   | más de 100 latidos por minuto  |

Las directrices de ACC/AHA/ESC describen unas categorías de FA adicionales basadas en otras características del paciente:
- Fibrilación auricular idiopática o recurrente benigna del adulto - ausencia de hallazgos clínicos o ecocardiográficos de otras enfermedades cardiovasculares (incluyendo la hipertensión) o enfermedad pulmonar relacionada, y edad inferior a 60.

- FA no valvular - ausencia de valvulopatía mitral reumática, prótesis valvular cardiaca o valvulopatía mitral.

- FA secundaria - se produce en el marco de una enfermedad primaria que puede ser la causa de la FA, como infarto agudo de miocardio, cirugía cardiaca, pericarditis, miocarditis, hipertiroidismo, embolia pulmonar, neumonía u otra enfermedad pulmonar aguda.

## Etiología
La FA puede deberse a varias causas cardiacas, pero puede ocurrir en corazones normales. Las asociaciones conocidas incluyen:
- la hipertensión;
- las enfermedades cardiacas primarias, como la enfermedad coronaria, la estenosis mitral (debida a cardiopatía reumática o a prolapso mitral), la insuficiencia mitral, la miocardiopatía hipertrófica, la pericarditis, una cardiopatía congénita, la cirugía cardiaca previa;
- las enfermedades pulmonares (neumonía, cáncer de pulmón, embolia pulmonar, sarcoidosis);
- un consumo de alcohol excesivo (por ejemplo, en el botellón, puede provocar el síndrome cardiaco de vacaciones o holiday heart syndrome; las mujeres que beben más de dos copas diarias tienen un 60 % más de probabilidades de desarrollar una FA);[19]
- hipertiroidismo;
- envenenamiento por monóxido de carbono;
- marcapasos duales en presencia de una conducción auriculoventricular normal;[20]
- los antecedentes familiares de FA podrían aumentar el riesgo de FA. En un estudio en más de 2200 pacientes con FA, el 30 % tenía familiares con FA. Se ha sugerido que varias mutaciones genéticas podrían estar implicadas.

## Fisiopatología
La FA se caracteriza por una alta frecuencia de excitación de la aurícula, que resulta en contracciones auriculares desincronizadas y en excitaciones ventriculares irregulares. Está asociada a cambios estructurales del miocardio, causados por diferentes condiciones o factores de riesgo, generando una estructura histológica adecuada para el desarrollo de FA. Normalmente, el periodo de tiempo que transcurre entre una contracción ventricular y la siguiente es de 0,35 segundos, sin embargo, en fibrilación auricular, se produce un periodo adicional de hasta 0,6 segundos, hasta que uno de los impulsos irregulares alcanza el nodo atrioventricular. De esta manera el intervalo entre contracciones ventriculares varía entre 0,35 y 0,95 segundos, generando latidos irregulares y una mayor frecuencia de excitación ventricular debido a la elevada frecuencia de impulsos auriculares generados por la fibrilación.

### Génesis de la FA
La hipótesis prevalente para el inicio de la FA consiste en una despolarización rápida de las aurículas, que favorece las reentradas de ondas de propagación. Los miocitos localizados en las válvulas de las venas pulmonares en la aurícula izquierda generan focos ectópicos de despolarización y promueven la formación de las reentradas. Estos focos ectópicos se generan a causa de una despolarización espontánea de los cardiomiocitos de las venas pulmonares. Esta despolarización espontánea implica una liberación diastólica de Ca2+ desde el retículo endoplásmico, que activa entrada de Na+ mediante un intercambiador Na+ Ca2+, junto con hiperfosforilación de proteínas quinasas: proteína kinasa A (PKA), calcio calmodulina quinasa II y el receptor de rianodina de tipo 2.
FA parece comenzar con episodios paroxísticos que incrementan en frecuencia hasta progresar a FA persistentes. Según el Euro Heart Survey, el 80 % de los pacientes analizados con AF paroxísitica seguían presentando FA paroxística al cabo de un año, mientras que un 30 % de los pacientes con FA persistente progresó a FA permanente.

### Perpetuación de FA
Los cambios estructurales y electro fisiológicos del miocardio promueven la estabilización de las reentradas y la perpetuación de FA. En condiciones normales, la onda de propagación es rápida, mientras que el periodo de recuperación de excitabilidad del miocardio (conocido como periodo refractario efectivo) es lento. Por el contrario, anormalidades de los cardiomiocitos auriculares, cambios fibróticos, formación de depósitos de la matriz intersticial o alteraciones en los canales de potasio, disminuyen la velocidad de conducción cardíaca y reducen el periodo refractario efectivo, generando circuitos de reentradas. Existen otras hipótesis:
- Rotores de reentrada: generación de espirales móviles o fijas de reentradas en el tejido. Suelen ser movimientos de propagación de ondas circulares alrededor de cicatrices y regiones fibrosadas no conductoras, que generan circuitos de reentrada.[26]
- Múltiples ondas de despolarización independientes: generadas por reentradas funcionales y estructurales. Perpetúan la propagación.[27]
- Disociación eléctrica del epicardio y endocardio: las ondas de propagación son distintas en las diferentes capas histológicas.[28]

## Manifestaciones clínicas de la FA
La FA es una enfermedad que altera considerablemente la vida de los pacientes, principalmente por su incapacidad para realizar las actividades diarias normales debido a que se quejan de palpitaciones, dolor de pecho, disnea, fatiga o sensación de mareos. Sin embargo, el descubrimiento de la presencia de la FA puede surgir a través de la presentación de una entidad asociada, como las complicaciones embólicas o la exacerbación de la insuficiencia cardiaca.
Ha de tenerse en cuenta que cuando la sangre no se expulsa completamente fuera de las cámaras cardiacas, puede acumularse y formar un coágulo. Si un coágulo en las aurículas sale del corazón y obstruye una arteria cerebral, se produce un accidente cerebrovascular (también llamado ictus). Aproximadamente un 15 % de los accidentes cerebrovasculares son el resultado de la FA.
La mayoría de casos de FA son secundarios a otros problemas médicos, por lo que la presencia de dolor torácico o angina, síntomas de hipertiroidismo como pérdida de peso y diarrea, y síntomas indicativos de una enfermedad pulmonar señalarían una causa subyacente. Unos antecedentes de accidente cerebrovascular o accidente isquémico transitorio (AIT), así como hipertensión, diabetes, insuficiencia cardiaca y fiebre reumática, podrían indicar que un paciente con FA tiene un mayor riesgo de complicaciones.
Los individuos pueden experimentar períodos de FA sintomática y asintomática. Con el tiempo, las palpitaciones pueden desaparecer, de manera que los pacientes en quienes la arritmia se ha hecho permanente, pueden quedar asintomáticos. Esto es particularmente frecuente entre los ancianos. Algunos pacientes experimentan síntomas solo durante la FA paroxística, o solo de forma intermitente, durante los episodios de FA sostenida.

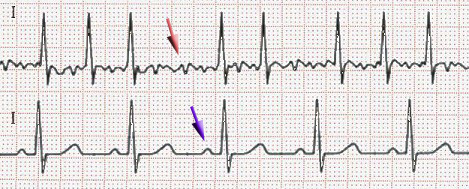
ECG de fibrilación auricular (arriba) y ritmo sinusal (abajo). La flecha azulada indica una onda P, que se pierde en la fibrilación auricular.

## Factores de riesgo para el desarrollo de infarto agudo de miocardio
Aproximadamente del 30 al 45 % de los casos de IAM y de 20 al 25 % de los casos de IAM persistente ocurren en pacientes jóvenes sin enfermedad subyacente demostrable. Sin embargo, hay varios factores subyacentes que ponen a los pacientes en mayor riesgo de desarrollar IAM, que incluyen la edad, obesidad, hipertensión, fibrilacion auriculoventricular (FA), insuficiencia cardiaca congestiva (ICC) y valvulopatías.
Si bien el IAM puede ocurrir en los ancianos sin ninguna enfermedad cardiaca subyacente, los cambios en la estructura y función cardiacas que acompañan al envejecimiento, tales como el aumento de la rigidez miocárdica, pueden estar asociados con la FA.
Según el Framingham Heart Study, los riesgos de por vida de desarrollar FA son de 1 a 4 para los hombres y mujeres de 40 años o más. Los riesgos de por vida continúan siendo mayores aun en ausencia de ICC previa o infarto de miocardio (1 de 6).
El tratamiento de los pacientes con FA y sus entidades asociadas es un desafío importante. La encuesta AF AWARE (Atrial Fibrillation Awareness And Risk Education), presentada en junio de 2009, se llevó a cabo en 11 países (entre ellos España) con 810 cardiólogos y 825 pacientes con FA. Las conclusiones fueron las siguientes: la FA es una enfermedad compleja que los médicos consideran difícil de tratar; la identificación precoz y el tratamiento de la FA podrían contribuir a reducir los graves riesgos relacionados con la FA; los pacientes necesitan conocer mejor la FA, sus consecuencias y su tratamiento; la FA afecta negativamente a la calidad de vida de los pacientes; y la FA supone una carga socioeconómica.

### Factores de riesgo no modificables

#### Genética
Estudios poblacionales han demostrado que existe heredabilidad de FA, asociada a un incremento de un 40 % de riesgo de padecerla si se presentan familiares en primer grado con FA. Este hallazgo condujo al mapeo de diferentes loci como 10q22-24, 6q14-16 y 11p15-5.3 y al descubrimiento de mutaciones asociadas a estos loci. Se han encontrado 15 mutaciones de ganancia y pérdida de función en los genes de canales de potasio, entre ellas mutaciones en KCNE1-5, KCNH2, KCNJ5 o ABCC9 entre otros. También seis variaciones en genes de canales de sodio que incluyen SNC1-4B, SNC5A y SNC10A. Todas estas mutaciones afectan a los procesos de polarización-despolarización del miocardio, a la hiperexcitabilidad celular y al acortamiento de Periodo Refractario Efectivo favoreciendo las reentradas.
Otras mutaciones en genes como GJA5 afectan a algunos tipos de uniones celulares, como la unión gap, generando un desacoplamiento celular que promueve las reentradas y una velocidad de conducción lenta.
Mediante estudios GWAS (Estudio de asociación del genoma completo), que rastrean el genoma completo en busca de variantes de tipo SNP (Polimorfismo de nucleótido único), se han encontrado 3 loci de susceptibilidad para FA (4q25, 1q21 y 16q22). En dichos loci existen SNPs asociados a un incremento de un 30 % de riesgo en taquicardia auricular recurrente tras ablación, SNPs asociados a pérdidas de función del gen Pitx2c (asociado al desarrollo celular de las válvulas pulmonares), responsables de reentradas, y SNPs cercanos a genes ZFHX3 implicados en la regulación del calcio.
Un estudio de metaanálisis de GWAS realizado en 2018 reveló el descubrimiento de 70 nuevos loci asociados a FA. Se identificaron diferentes polimorfismos asociados a genes que codifican factores de transcripción, como TBX3 y TBX5, NKX2-5 o PITX2, implicados en la regulación de la conducción cardíaca, la modulación de canales iónicos y en desarrollo cardíaco. También se han identificado nuevos genes implicados en taquicardia (CASQ2) o asociados a una alteración en la comunicación de cardiomiocitos (PKP2).

#### Edad
Es el factor de riesgo más prominente para FA. Estudios llevados a cabo desde 1998 a 2007 muestran que individuos de 60 a 89 años de edad, presentan un riesgo de FA 4-9 veces mayor que personas de 50 a 59 años. Por tanto, existe un mayor riesgo de FA en personas de edad avanzada.

#### Sexo
La incidencia de FA es distinta en hombres y mujeres. Estudios FHS muestran una incidencia (por 1000 personas-año) mayor en hombres que en mujeres, en poblaciones europeas y norteamericanas. En poblaciones asiáticas, y en general, tanto en países desarrollados como países en vías de desarrollo, también se ha constatado una mayor incidencia en hombres que en mujeres. Los factores de riesgo asociados a FA también se distribuyen de forma distinta según el sexo. En hombres es más frecuente la enfermedad coronaria, mientras que en mujeres la elevada presión sistólica o alteraciones valvulares.

#### Etnia
La prevalencia de FA es menor en poblaciones con ascendencia africana que en poblaciones de ascendencia europea. La ascendencia africana se asocia con un efecto protector de FA, por la baja presencia de SNPs con alelos de guanina, en comparación con la ascendencia europea, donde se han visto mutaciones más frecuentes. La variante rs4611994 para el gen PITX2 está asociada a riesgo de FA tanto en poblaciones africanas como en europeas. Otros estudios revelan que los hispanos y asiáticos tienen un menor riesgo de FA en comparación con europeos. Además, el riesgo de FA en poblaciones no-europeas se asocia con factores de riesgo característicos de estas poblaciones, como la hipertensión.

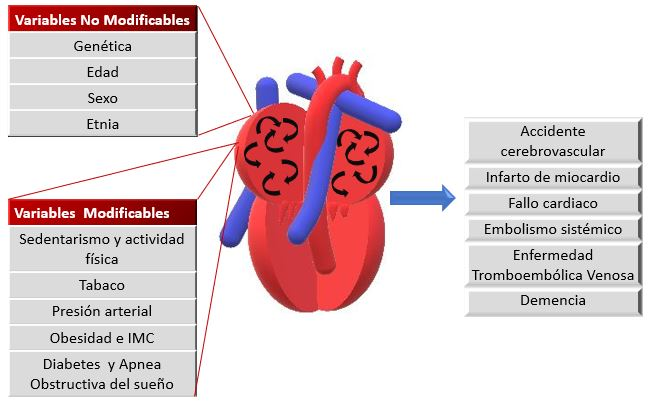
Factores de riesgo no modificables (cuadro superior izquierdo) y modificables (cuadro inferior izquierdo) para la fibrilación auricular. En el cuadro derecho se recogen las posibles enfermedades generadas como consecuencia de la fibrilación auricular. IMC= Índice de Masa Corporal.

### Factores modificables

#### Sedentarismo y actividad física
El sedentarismo incrementa los factores de riesgo asociados al FA como la obesidad, hipertensión o diabetes mellitus, que favorecen procesos de remodelación de la aurícula por inflamación o alteraciones en procesos de despolarización de los cardiomiocitos por elevación del tono simpático. Un estilo de vida sedentario se asocia a un mayor riesgo de FA en comparación con la actividad física. Tanto en hombres como en mujeres, la práctica de ejercicio moderado reduce el riesgo de FA de forma progresiva, pero deportes o ejercicios físicos intensos pueden incrementar el riesgo de padecer FA, como se ha visto en atletas. Se debe a una remodelación del tejido cardíaco, y a un incremento del tono vagal, que acorta el Periodo Refractario Efectivo, favoreciendo las reentradas desde las venas pulmonares.

#### Alta presión arterial
Según el CHARGE Consortium tanto la presión arterial sistólica como la presión diastólica son factores predictivos del riesgo de FA. Valores de presión arterial sistólica cercanos a los límites normales incrementan el riesgo asociado a FA. También se encuentran asociadas a FA la disfunción diastólica, el incremento de presión, volumen y tamaño auricular izquierdo y la hipertrofia ventricular izquierda propias de la hipertensión crónica. Todas estas remodelaciones auriculares están relacionadas con una conducción heterogénea y la formación de reentradas a partir de las venas pulmonares.

#### Tabaco
Según el CHARGE Consortium la incidencia de FA en personas fumadoras es 1,44 veces mayor que en personas no fumadoras. El tabaco incrementa la susceptibilidad a FA por medio de diferentes procesos: Incrementa la liberación de catecolaminas y promueve la vasoconstricción coronaria, lo que conduce a isquemia. Además, acelera la aterosclerosis, debido a su efecto de estrés oxidativo por oxidación de los lípidos y la inflamación, que conlleva trombosis. Por último, la nicotina induce la formación de patrones de colágeno de tipo III en la aurícula y tiene efectos profibróticos. Todo ello modifica el tejido auricular, favoreciendo las reentradas de la FA.

#### Otras enfermedades
Existe relación entre factores de riesgo como la obesidad y la hipertensión, con la aparición de enfermedades como la diabetes mellitus y síndrome de apneas-hipoapneas durante el sueño, concretamente, apnea obstructiva del sueño. Estas enfermedades se asocian a un incremento del riesgo de FA por sus efectos remodeladores sobre el sustrato auricular.

## Tratamiento de la FA

### Objetivos terapéuticos
Los objetivos principales del tratamiento de la fibrilación auricular son prevenir la inestabilidad hemodinámica transitoria temporal y prevenir el ataque cerebrovascular. En urgencias, cuando el colapso hemodinámico es inminente debido a una taquicardia sin control, puede estar indicado hacer una cardioversión inmediata.
Los factores principales que determinan el tratamiento de la fibrilación auricular son la duración de la misma y la evidencia de inestabilidad hemodinámica. El mantenimiento del ritmo sinusal con frecuencia normal es el objetivo terapéutico final de los pacientes con FA. Los tratamientos actuales para la FA se centran en restaurar y mantener el ritmo sinusal normal y controlar la frecuencia cardiaca con el objetivo principal de tratar la arritmia en sí misma y evitar los accidentes cerebrovasculares.
Doble
Dado que la población de pacientes con FA no es homogénea y no se puede recomendar un único enfoque terapéutico, hay dos enfoques generales. El primero es intentar restaurar y mantener el ritmo sinusal (“enfoque de control del ritmo"), mientras que el segundo es controlar la frecuencia de respuesta ventricular para evitar el deterioro de la función ventricular y minimizar los síntomas ("enfoque de control de la frecuencia"). La decisión del tratamiento inicial de la FA implica principalmente una estrategia de control de la frecuencia o del ritmo, pero la estrategia elegida inicialmente puede ser infructuosa y se debe adoptar la estrategia alternativa.
La cardioversión está indicada en la FA de nuevo inicio y de duración inferior a 48 horas y en la inestabilidad hemodinámica. Si no puede mantenerse el control de la frecuencia y el ritmo con medicación o cardioversión puede ser necesario practicar estudios electrofisiológicos con ablación de la vía implicada.
Se han realizado estudios de diseño aleatorio para comparar los resultados de las estrategias de control del ritmo frente al control de la frecuencia en pacientes con FA. El estudio AFFIRM (Atrial Fibrillation Follow-up Investigation of Rhythm Management / Investigación del tratamiento del ritmo durante el seguimiento de la fibrilación auricular) no halló diferencias en la tasa de mortalidad o accidente cerebrovascular entre los pacientes asignados a una estrategia o la otra. Sin embargo, hubo un riesgo más bajo de eventos adversos con estrategia de control de la frecuencia.
Independientemente de si se intenta la estrategia de control de la frecuencia o la de control del ritmo, se debe dirigir la atención al tratamiento antitrombótico para la prevención de la tromboembolia.

### Opciones terapéuticas
Los objetivos del tratamiento de la FA se pueden lograr con opciones terapéuticas farmacológicas y no farmacológicas:

#### Opciones farmacológicas
El tratamiento farmacológico es la principal elección terapéutica de primera línea en el tratamiento de la FA. Las guías de consenso de la ACC, AHA y la ESC (American College of Cardiology/American Heart Association Task Force/European Society of Cardiology) han colaborado entre sí para generar recomendaciones para el tratamiento de la FA.

##### Fármacos antiarrítmicos
La base del mantenimiento del ritmo sinusal es el uso de antiarrítmicos. Estos fármacos suelen usarse en la cardioversión farmacológica o en la prevención de la recaída de la FA y alteran el flujo de iones en el tejido cardiaco, reduciendo su excitabilidad y preparando el terreno para una cardioversión espontánea y duradera. Los fármacos actúan prolongando el periodo refractario efectivo (PRE) mediante el bloqueo de los iones de sodio (fármacos de clase I) o de los iones de potasio (fármacos de clase II) o una mezcla de ambos. Estas medicaciones suelen usarse junto con cardioversión eléctrica.
Pero pese al uso difundido de los fármacos antiarrítmicos para la conversión y la supresión a largo plazo de la FA, su uso está limitado debido a que temas relacionados con una eficacia intermedia, la tolerabilidad y el potencial de efectos proarrítmicos ventriculares graves y/o toxicidad en diversos órganos. Se han observado efectos colaterales graves que llevan al aumento de la mortalidad en los estudios clínicos con fármacos antiarrítmicos y, por lo tanto, la seguridad se ha convertido en un tema clave al considerar el tratamiento con nuevos medicamentos antiarrítmicos.
Los fármacos antiarrítmicos tienen características propias que dependen de las corrientes iónicas que bloquean. Habitualmente se agrupan en cuatro categorías amplias en la clasificación de Vaughan Williams modificada, en función del efecto electrofisiológico dominante.
- Tipo 1 A: disopiramida, procainamida, quinidina
- Tipo 1 B: lidocaína, mexiletina
- Tipo 1 C: flecainida, propafenona
- Tipo II: betabloqueantes (por ej., propanolol)
- Tipo III: amiodarona, dronedarona (aprobada en julio de 2009),[48] bretilio, dofetilida, ibutilida, sotalol
- Tipo IV: antagonistas de los canales de calcio no dihidropiridínicos (verapamilo y diltiazem)

##### Mantenimiento del ritmo sinusal
Los medicamentos de la clase I actúan bloqueando los canales de sodio en las células cardiacas. Los de la clase IA, como la disopiramida y la quinidina, resultan eficaces para restaurar y mantener el ritmo normal, aunque su uso se encuentra limitado por la propensión que muestran a causar otros problemas del ritmo. No parece que estos efectos secundarios sean dependientes de la dosis.
Los medicamentos de la clase IB, como la lidocaína y la fenitoína, no se emplean con demasiada frecuencia en la FA. Se reservan para los pacientes con cardiopatías subyacentes y trastornos del ritmo distintos de la FA.
Entre los medicamentos de la clase IC que se utilizan habitualmente para detener la FA figuran la propafenona y la flecainida. En los pacientes sin antecedentes de cardiopatía coronaria y con una función cardiaca normal, estos medicamentos son muy eficaces para devolverles el ritmo normal. La flecainida suele tomarse dos veces al día, mientras que la propafenona puede tomarse hasta tres veces al día. Sin embargo, sus efectos secundarios comprenden ritmos cardiacos inestables, una ralentización excesiva de la frecuencia cardiaca e insuficiencia cardiaca. En consecuencia, estos medicamentos, aunque eficaces, se reservan en general para los pacientes más jóvenes con FA y sin una cardiopatía estructural. Los pacientes que toman estos medicamentos deben ser controlados por su médico.
Los medicamentos de la clase III actúan bloqueando los canales de potasio en las células cardiacas. Algunos de ellos son la amiodarona y el sotalol. La amiodarona se considera uno de los antiarrítmicos más eficaces en estudios comparativos. Sin embargo, se han investigado alternativas más seguras porque, aunque en general la amiodarona es bien tolerada, tiene efectos secundarios que pueden afectar a diferentes partes del organismo: piel (coloración azulgrisácea, fotosensibilidad), tiroides (hiper o hipotiroidismo), ojos (depósitos corneales), pulmones (fibrosis), hígado (alteración de la función hepática). El sotalol también es un betabloqueante y ralentiza la frecuencia cardiaca, si bien en dosis más altas actúa estabilizando el ritmo cardiaco. Sus efectos secundarios principales tienen que ver con una frecuencia cardiaca lenta y una presión arterial baja que causan síntomas de letargo, mareo y desmayos.

##### Control de la frecuencia
El control de la frecuencia se consigue con fármacos que actúan aumentando el grado de bloqueo en el nódulo AV, con una disminución real del número de impulsos que son conducidos a los ventrículos. Esto puede hacerse con:
- Beta bloqueantes (preferiblemente los betabloqueantes cardioselectivos como metoprolol, atenolol, bisoprolol)
- Antagonistas de los canales de calcio (es decir, diltiazem y verapamilo)
- Glucósidos cardiotónicos (es decir, digoxina) – uso limitado aparte del paciente anciano y sedentario

Además de estos fármacos, amiodarona tiene algunos efectos de bloqueo del nódulo AV, sobre todo cuando se administra por vía endovenosa, y puede usarse en caso de contraindicación o falta de eficacia (sobre todo por hipotensión) de otros fármacos.

### Anticoagulación
La mayoría de los pacientes con FA tienen un aumento del riesgo de accidente cerebrovascular. La excepción son los pacientes con FA recurrente benigna del adulto, cuyo riesgo es muy bajo e independiente del tipo de FA. Una revisión sistemática de los factores de riesgo de accidente cerebrovascular en pacientes con FA de causa no valvular concluyó que unos antecedentes de accidente cerebrovascular o AIT eran el factor de riesgo más potente para un futuro accidente cerebrovascular, seguido de la edad avanzada, la hipertensión y la diabetes. La embolización es mucho más probable en pacientes menores de 65 años que en pacientes de más de 75.
Para compensar el mayor riesgo de accidente cerebrovascular puede ser necesario administrar anticoagulantes. Sin embargo, con warfarina, si el riesgo anual es inferior al 2% los riesgos asociados al tratamiento con warfarina superan el riesgo de accidente cerebrovascular por FA.
La FA en el contexto de una estenosis mitral se asocia a un aumento de 17 veces del riesgo de accidente cerebrovascular.

#### Anticoagulación aguda
Si se precisa anticoagulación urgente (por ejemplo, para cardioversión) la heparina o fármacos similares consiguen su objetivo mucho más rápido que la warfarina, que tarda varios días en alcanzar concentraciones adecuadas. Después de un accidente cerebrovascular embólico reciente, la anticoagulación puede ser arriesgada, porque la zona cerebral dañada tiene una cierta tendencia a la hemorragia (transformación hemorrágica).

#### Anticoagulación crónica
En pacientes con FA no valvular la anticoagulación con warfarina puede reducir el accidente cerebrovascular en un 60%, mientras que los antiplaquetarios pueden disminuirlo en un 20 %.

#### Cardioversión
La cardioversión se realiza para reiniciar y restaurar el ritmo sinusal en los pacientes con FA persistente y puede alcanzarse por medio de fármacos o descargas eléctricas:
- La cardioversión eléctrica implica la restauración del ritmo cardiaco normal mediante la aplicación de una descarga eléctrica de corriente continua.
- La cardioversión química se realiza con fármacos como amiodarona, dronedarona (disponible próximamente),[59] procainamida, ibutilida, propafenona o flecainida.

La necesidad de cardioversión puede ser inmediata cuando la arritmia es el factor principal responsable de insuficiencia cardiaca aguda, hipotensión o empeoramiento de la angina de pecho en un paciente con enfermedad coronaria. La cardioversión implica un riesgo de tromboembolia, a menos que se inicie la prevención con anticoagulantes antes del tratamiento. Sin embargo, no hay pruebas de que el riesgo de tromboembolia o ataque cerebrovascular sea diferente entre los métodos farmacológicos y eléctricos.

### Tratamientos no farmacológicos

#### Cardioversión
En pacientes con FA donde no se consiga controlar la frecuencia cardíaca con fármacos y no sea posible restaurar el ritmo sinusal con cardioversión, se dispone de alternativas no farmacológicas.En numerosas ocasiones la terapia farmacológica falla, normalmente por intolerancia a los medicamentos, en especial en las personas más mayores, o aquellas que presentan complicaciones adicionales como Enfermedad pulmonar obstructiva crónica (EPOC) o fallo cardiaco, que limita el uso de medicamentos bloqueantes de canales de calcio o beta bloqueadores. Una de las técnicas más empleadas es la ablación.
La ablación es un método que se usa cada vez más para tratar casos de FA recurrente que no responden a los tratamientos convencionales. Se puede realizar por crioablación o por radiofrecuencia (donde emplean bajas y altas temperaturas respectivamente).
La ablación con catéter destruye las áreas de tejido que originan las señales eléctricas anormales. El aislamiento de las venas pulmonares que desemboca en la aurícula izquierda es una de las técnicas de elección de la ablación, con resultados satisfactorios menores del 80 % y una tasa de complicaciones del 4-7 %, siendo la cauterización del esófago la más temida.
La ablación del nodo auriculoventricular junto con el implante de un marcapasos permanente brinda un control sumamente eficaz de la frecuencia cardiaca y mejora los síntomas en algunos pacientes con FA. En general, los pacientes con más posibilidades de beneficiarse de esta estrategia son los que tienen frecuencia ventricular rápida durante la FA que no pueden ser controlados adecuadamente con control de la frecuencia o del ritmo.
La ablación de la fibrilación auricular se realiza en pacientes jóvenes, con fibrilación paroxística y que no presenten otras enfermedades asociadas, aunque también es razonable para personas con fibrilación auricular persistente y fallo de fármacos antiarrítmicos. No se trata de una terapia curativa, sino que ayuda a controlar el ritmo cardiaco y disminuir los síntomas, pero los pacientes deben seguir tomando tratamientos anticoagulantes. El 70 % de los pacientes consiguen una mejora en su calidad de vida, pero normalmente requieren de un segundo procedimiento para lograrlo. Menos del 1 % presentan complicaciones, como estenosis pulmonar o accidente cerebrovascular.
Otra técnica que se emplea es el electrochoque (desfibrilación o cardioversión eléctrica). Consiste en un choque eléctrico único intenso a través del corazón, que consigue generar un periodo refractario efectivo durante unos segundos. Después el propio corazón es capaz de generar un ritmo normal. No es posible en pacientes que presenten otras complicaciones cardíacas. Es una técnica utilizada también para el tratamiento de la fibrilación ventricular.
Ejercicio aeróbico
Al margen de las opciones farmacológicas, el ejercicio aeróbico se podría postular como una medida preventiva al actuar sobre los factores de riesgo de la fibrilación auricular. Además, el ejercicio aeróbico moderado mejora la sintomatología de la fibrilación auricular.
A pesar de ello, la relación entre el ejercicio aeróbico y la fibrilación auricular es controvertida: la fibrilación auricular presenta alta prevalencia en atletas y se asocia a ejercicio aeróbico de alta intensidad. En contrapartida, el ejercicio aeróbico podría reportar los siguientes beneficios: mejoría de la calidad de vida de los pacientes, disminución de los factores de riesgo y utilidad como medida preventiva/terapéutica.

### El futuro en el tratamiento de la fibrilación auricular
Si bien los marcapasos, desfibriladores, la ablación por radiofrecuencia y la cirugía han ocupado un lugar cada vez mayor en el tratamiento de la fibrilación auricular, el tratamiento farmacológico continúa siendo un tratamiento importante de primera línea. Sin embargo, estos fármacos están limitados por sus efectos colaterales graves y, como resultado, existe todavía la necesidad imperiosa de disponer de fármacos antiarrítmicos mejorados. Sin embargo, el panorama terapéutico ha cambiado favorablemente con la reciente aprobación de dronedarona, un antiarrítmico que reduce las hospitalizaciones por causa cardiovascular en pacientes con fibrilación auricular (paroxística o intermitente) o flúter auricular. Su fabricante ha anunciado el lanzamiento de una estrategia de prevención y atenuación de riesgos llamada mPACT™ (Multaq® Partnership for Appropriate Care and Treatment) para conseguir un uso seguro del fármaco. Aunque el ensayo clínico en fase III se tuvo que suspender por falta de seguridad del fármaco. El estudio PALLAS en pacientes con fibrilación auricular permanente, tuvo que ser suspendido por razones de seguridad del fármaco. El ensayo PALLAS (2011) se detuvo por motivos de seguridad debido al hallazgo de que "la dronedarona aumentó las tasas de insuficiencia cardíaca, accidente cerebrovascular y muerte por causas cardiovasculares en pacientes con fibrilación auricular permanente que estaban en riesgo de sufrir eventos vasculares importantes". Posteriormente, la FDA agregó una advertencia de recuadro negro que indica que el riesgo de muerte, accidente cerebrovascular y hospitalización por insuficiencia cardíaca congestiva se duplicó en pacientes con fibrilación auricular permanente.